# Basilica Palladiana
| Imagem: Cidade de Vicenza e Villas de Palladio no Véneto | A Basilica Palladiana está incluída no sítio "Cidade de Vicenza e Villas de Palladio no Véneto", Património Mundial da UNESCO. |  |

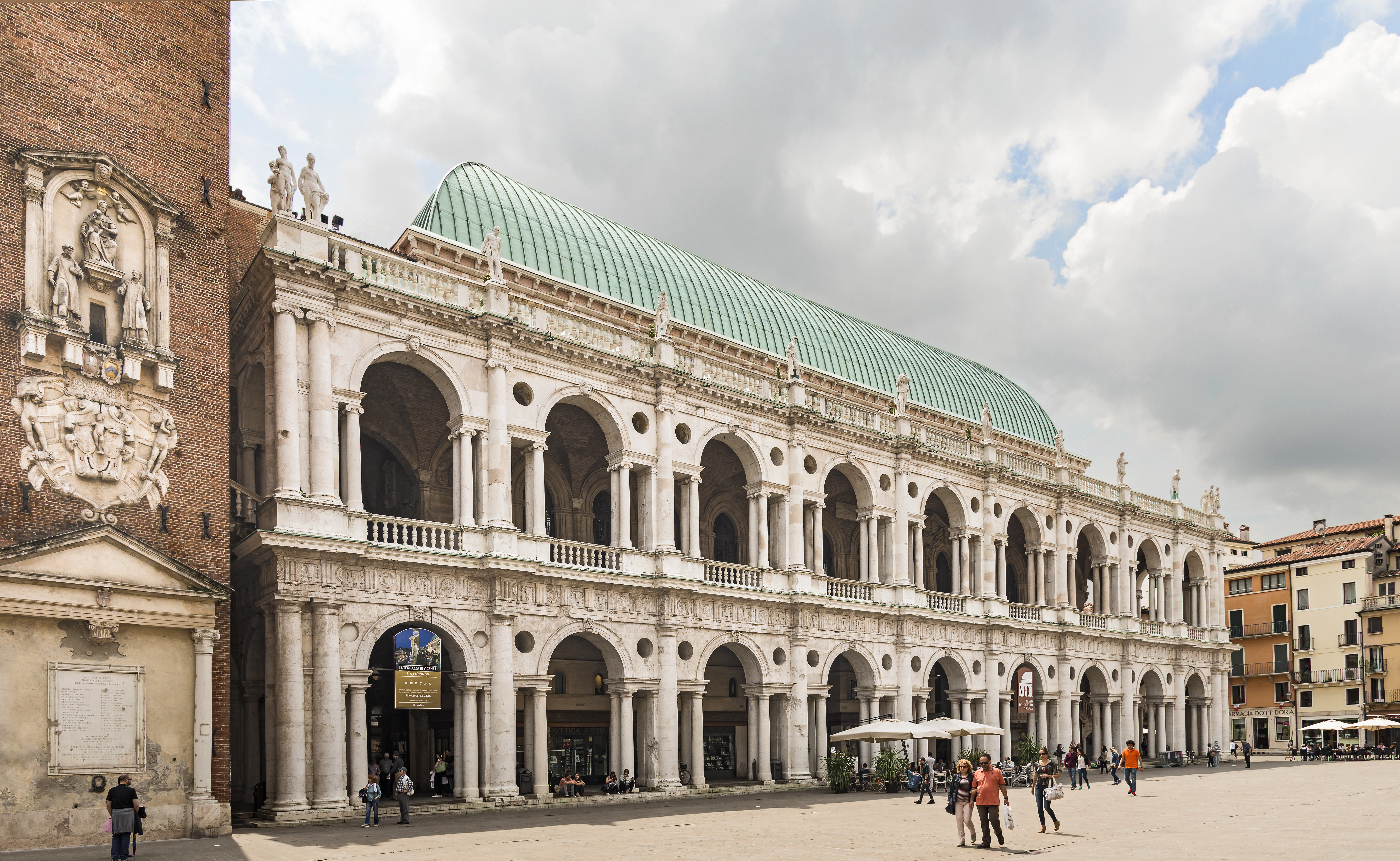
Vista exterior da Basilica Palladiana.

A Basilica Palladiana é um edifício público que se perfila na Piazza dei Signori, em Vicenza, capital da província com o mesmo nome na região do Véneto. o seu nome está indissociavelmente ligado ao do arquitecto renascentista Andrea Palladio, que reprojectou o Palazzo della Ragione acrescentando-lhe à preexistente construção gótica as célebres loggias em mármore branco com serlianas.
Em tempos sede das magistraturas públicas de Vicenza, hoje a Basilica Palladiana, dotada de três espaços expositivos independentes, é cenário de mostras de arquitectura e de arte. Está incluida, desde 1994, com as outras obras arquitectónicas de Palladio em Vicenza, na lista do Património da Humanidade da UNESCO como fazendo parte do sítio Cidade de Vicenza e Villas de Palladio no Véneto.

## História

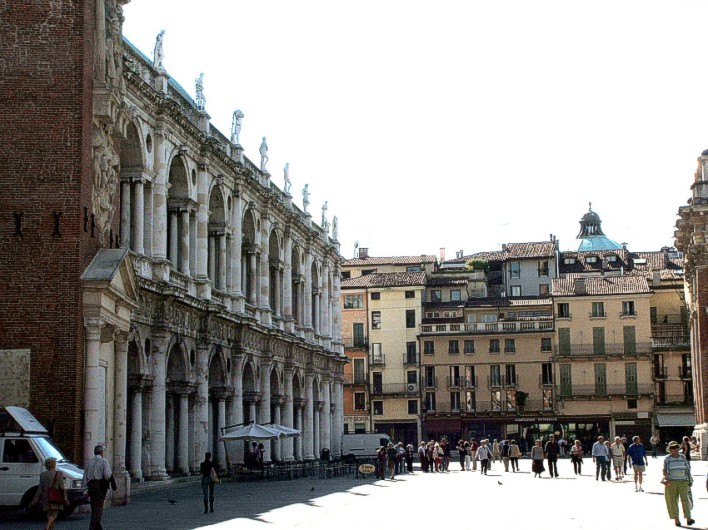
A Basilica Palladiana vista da Piazza dei Signori

Não é possível descrever a impressão que faz a Basilica de Palladio... (Johann Wolfgang von Goethe, em Il viaggio in Italia)
O edifício sobre o qual Palladio viria a intervir era o Palazzo della Ragione, realizado segundo o projecto de Domenico da Venezia, que englobava por sua vez dois edifícios públicos preexistentes, uma importante estrada de comunicação entre o centro, o Borgo di Berga e o Campo Marzo. À esquerda do edifício surge até agora a Torre Bissara (século XII), com 82 metros de altura, cujo pináculo é de 1444.
Realizado em formas góticas em meados do século XV, o Palazzo della Ragione no seu piso superior é inteiramente ocupado por um enorme salão sem suportes intermédios, o Salão do Conselho dos Quatrocentos (Salone del Consiglio dei Quattrocento). A ambiciosa cobertura em forma de casco de navio invertido, recoberta por placas de cobre, em parte levantada por grandes arquivoltas, era inspirada naquela realizada em 1306 para o Palazzo della Ragione de Pádua. O revestimento da fachada gótica foi realizado em losangos em mármore rosa e amarelo de Verona, ainda sendo visível por trás do acrescento palladiano. O edifício era sede das Magistraturas públicas de Vicenza e, no piso térreo, de activo grupo de lojas.
Entre 1481 e 1494, Tommaso Formenton circundou o antigo palácio com uma dupla ordem de loggias. Dois anos depois do fim dos trabalhos, a esquina sudoeste desmoronou e os vicentinos debateram por mais de quarenta anos sobre a modalidade da reconstrução. No decorrer das décadas foram investidos do problema os mais cotados arquitectos activo na região: Antonio Rizzo e Giorgio Spavento em 1496, Antonio Scarpagnino em 1525 e ainda Jacopo Sansovino em 1538, Sebastiano Serlio em 1539, Michele Sanmicheli em 1541 e por último Giulio Romano (1542) que elaborou a singular proposta de elevar a Piazza delle Erbe e isolar o edifício ao centro duma grande praça simétrica.

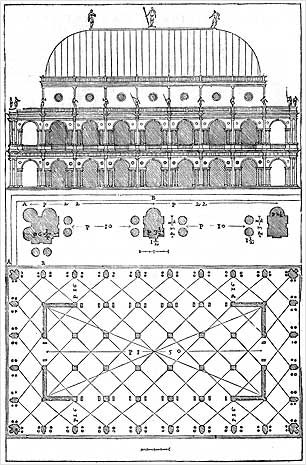
A Basilica Palladiana em I Quattro Libri dell'Architettura de Palladio (1570).

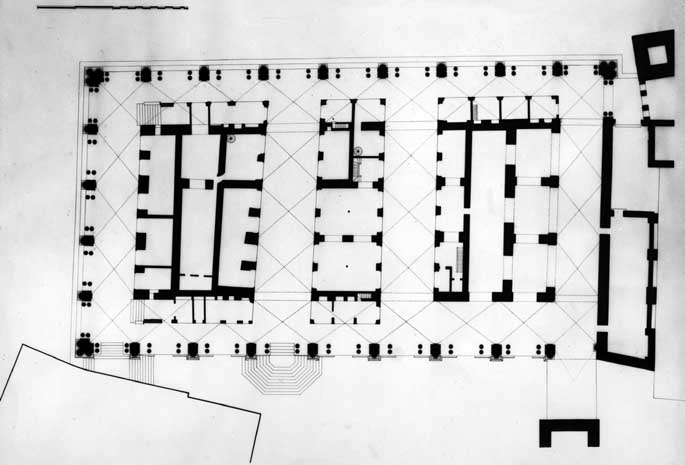
Planta do piso inferior (relevo).

Apesar dos pareceres de tantos ilustres, em Março de 1546 o Conselho citadino aprova o projecto dum arquitecto local de apenas trinta e oito anos, então decididamente pouco conhecido: Andrea Palladio. A atribição ao seu protegido foi sem dúvida uma das maiores vitórias de Giangiorgio Trissino (o mentor de Palladio), capaz de aglomerar em torno do seu nome a maioria dos consensos. Ainda que ao lado do jovem arquitecto, quase a garantir o seu trabalho, figurasse o especialista e confiável Giovanni da Pedemuro, para dissipar qualquer dúvida o Conselho solicitou a construção dum modelo em madeira duma das novas arcadas para submeter ao juízo dos vicentinos. Depois de outros três anos de discussões, que voltam a por em jogo os projectos de Rizzo-Spavento e Giulio Romano, em Maio de 1549 foi definitivamente aprovado o projecto de Andrea Palladio pelo qual se exprimiram com força os nobres Gerolamo Chiericati e Alvise Valmarana, que nos anos seguintes serão clientes de Palladio para os seus próprios palácios de família, o Palazzo Chiericati e o Palazzo Valmarana, respectivamente.
Conservaram-se diversos desenhos autografados que documentam a precisão desde a ideia de projecto da primitiva versão de 1546 à estrutura depois realizada. A solução proposta por Palladio é uma estrutura, por assim dizer, elástica, capaz de ter em conta os necessários alinhametos com as aberturas e os portões do preexistente palácio quatrocentista; o sistema baseia-se na interacção da chamada "serliana]", ou seja, uma estrutura composta por um arco de vao constante flanqueado por duas aberturas rectangulares laterais, de largura variável e, assim, capazes de absorver as diferenças de tamanho dos tramos. O funcionamento é evidente nas arcadas angulares, onde as aberturas arquitravadas são reduzidas quase a zero, mas estão presentes em todos os tramos, cuja largura varia sempre, ainda que ligeiramente.

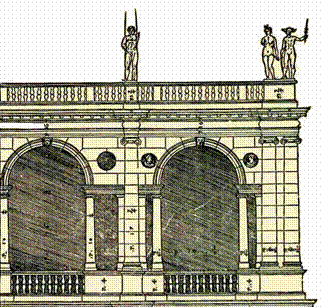
A série terminal das serlianas repetidas na Basilica Palladiana (em I Quattro Libri dell'Architettura).

A serliana (que Sebastiano Serlio publica no IV Livro do seu tratado, editado em Veneza no ano de 1537) é na verdade uma tradução em linguagem clássica da polífora gótica, utilizada pela primeira vez por Donato Bramante na igreja de Santa Maria del Popolo, em Roma, e já utilizada no Véneto por Jacopo Sansovino na Biblioteca Marciana, em 1537. Todavia, a referência directa da ideia palladiana para Vicenza encontra-se no interior da igreja do mosteiro de San Benedetto in Polirone, reestruturado a partir de 1540 por Giulio Romano, onde as serlianas foram utilizadas para absrver as diferenças de largura dos tramos quatrocentistas da velha igreja.

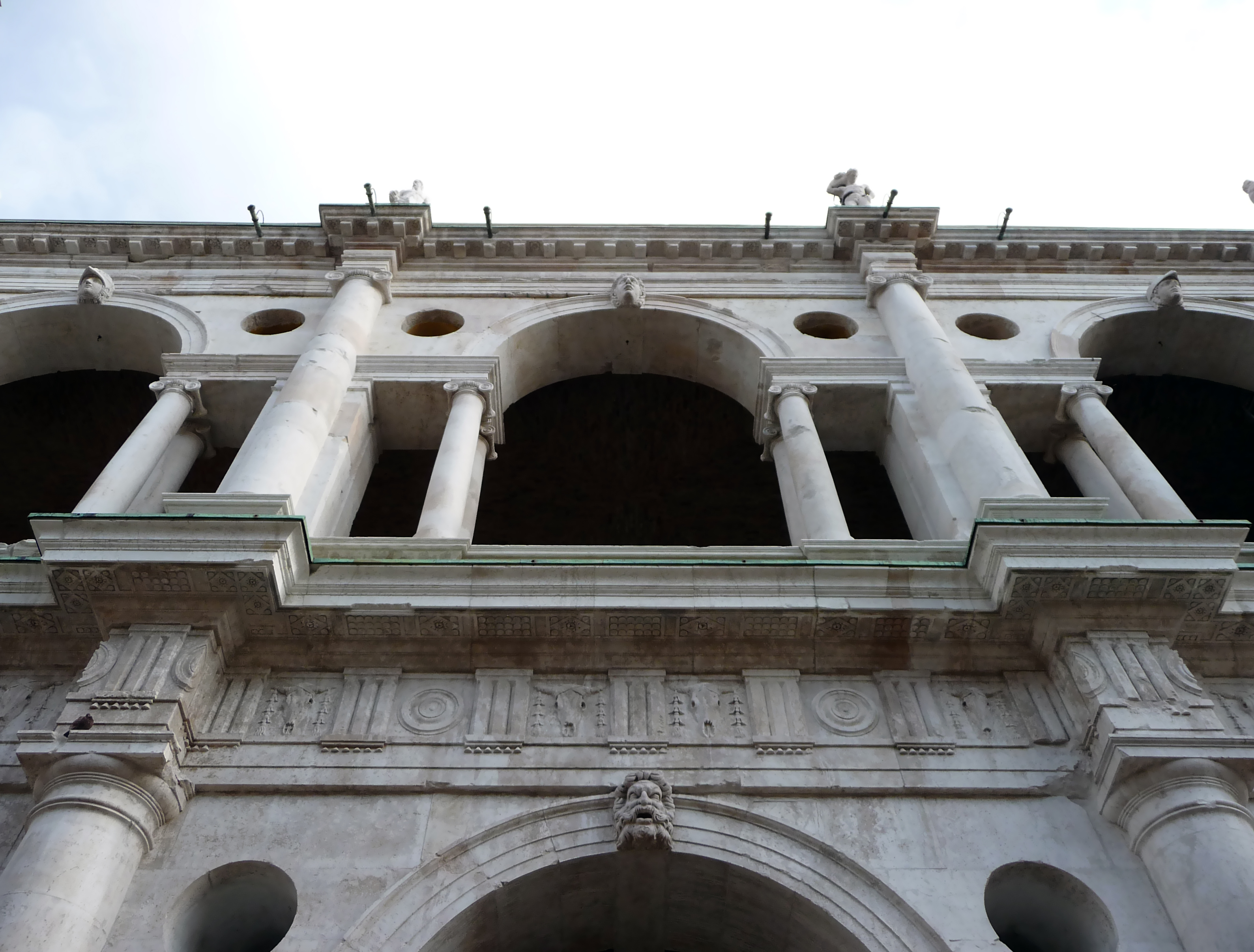
Detalhe da fachada com as loggias visto de baixo.

Com uma certa ênfase rectórica, o próprio Palladio definiu como "basílica" o Palazzo della Ragione circundado pelas novas loggias em pedra, em homenagem às estruturas da Roma Antiga onde se discutia de política e se tratavam negócios. Para a carreira de Palladio, a obra das loggias constitui um ponto de viragem definitivo. Com isto, tornou-se oficialmente no arquitecto da cidade de Vicenza, responsável por uma obra grandiosa (inteiramente em pedra e que consequentemente custará a notável soma de 60.000 ducados) sem igual no século XVI veneto: para obter uma outra encomenda de tal porte, o arquitecto teve que esperar pela década de 1560, com a obra da Basílica de São Jorge Maior em Veneza. Ao mesmo tempo, o salário de 5 ducados ao mês constituirá para Palladio e para a sua família uma indispensável fonte constante de rendimentos, à qual não renunciará por toda a vida. A obra proceder-se-ia lentamente: a primeira ordem de arcadas setentrionais seria concluida em 1561, o segundo nível, começado em 1564, só foi concluido em 1597 (dezassete anos depois da morte de Palladio), e a frontaria voltada para a Piazza delle Erbe em 1614.
O palácio tranaformado deste modo permanece assim recordado como Basilica Palladiana devido ao nome do seu arquitecto e conserva, depois de numerosos restauros (o último em curso desde 2007; o anterior terminado em 2002), o aspecto da obra quinhentista projectada por Palladio. Sob a República de Veneza costituia o fulcro de actividade não só política (Conselho citadino, tribunal) mas também económica. No interior do salão esteve hospedado por um certo período o teatro all'antica, um dos espaços cénicos de uso temporário projectados por Palladio antes do Teatro Olimpico.

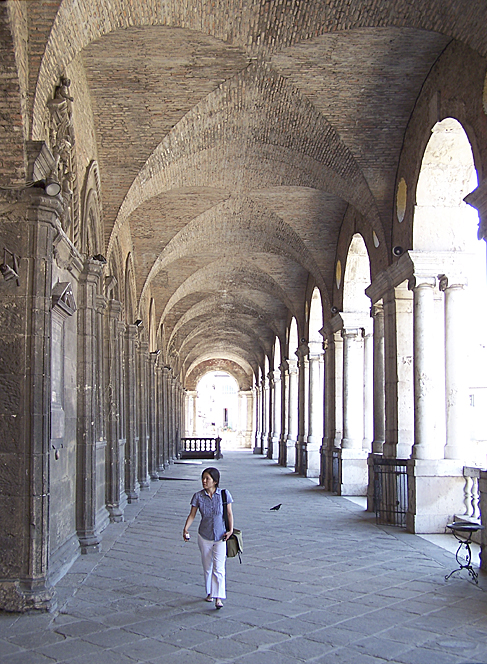
A loggia superior da Basilica Palladiana do lado da Piazza dei Signori.

No decorrer da Segunda Guerra Mundial, a Basilica foi gravemente danificada, no dia 18 de Março de 1945, durante um bombardeamento, juntamente com a Torre Bissara, apesar de estar inserida pelos Aliados entre os monumentos que não deviam ser atingidos durante os ataques aéreos. Uma bomba incendiária destruiu a cobertura original da Basilica, a qual foi reconstruída no pós-guerra imediato nas suas formas originais. O altopiano dei sette comuni doou a madeira necessária.
Em 1994, a Basilica Palladiana, juntamete com os outros monumentos de Vicenza "cidade de Palladio", entrou na lista do Património da Humanidade da UNESCO.

### O restauro
No começo de 2007 tiveram início importantes trabalhos de restauro do monumento: a cobertura doi seccionada para remover os arcos estruturais em cimento armado da reconstrução pós-bélica e substitui-los por mais ligeiros arcos em madeira laminar. Também se interveio, por outro lado, para polir e consolidar todas as fachadas, dotando o edifício duma nova iluminação. O término dos trabalhos deslizou para finais de 2011; portanto, os trabalhos prosseguiram por todo o 2008, o próprio ano em que foram celebrados os quinhentos anos do nascimento de Palladio, com várias polémicas, embora o edifício nunca fosse inteiramente selado pelas armaduras. No decorrer dos últimos meses, as partes restauradas foram progressivamente destapadas e foram promovidas iniciativas que permitiram viver o estleiro, como, por exemplo, Una volta ogni 450 anni, a visita ao próprio estaleiro (com registo de presenças) ou a instalação no andaime dum ecrã onde eram projectados vídeos sobre a cidade e as suas belezas (denominado Palladio Infinito).
O custo total de 15 milhões de euros para o restauro foi inteiramente financiado pela Fondazione Cassa di Risparmio de Verona, Vicenza, Belluno e Ancona.

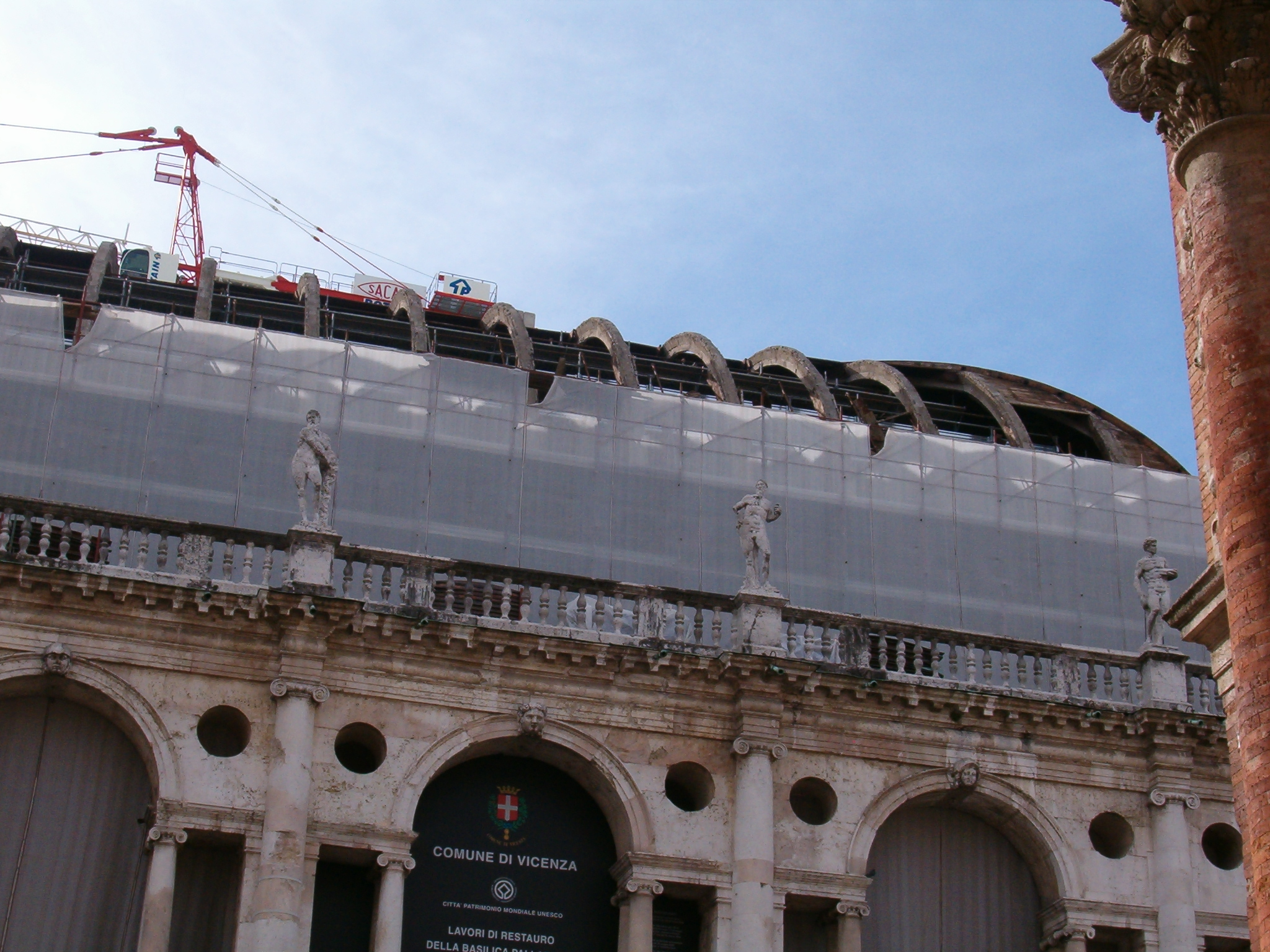
Substuição da estrutura de cobertura (Setembro de 2007).
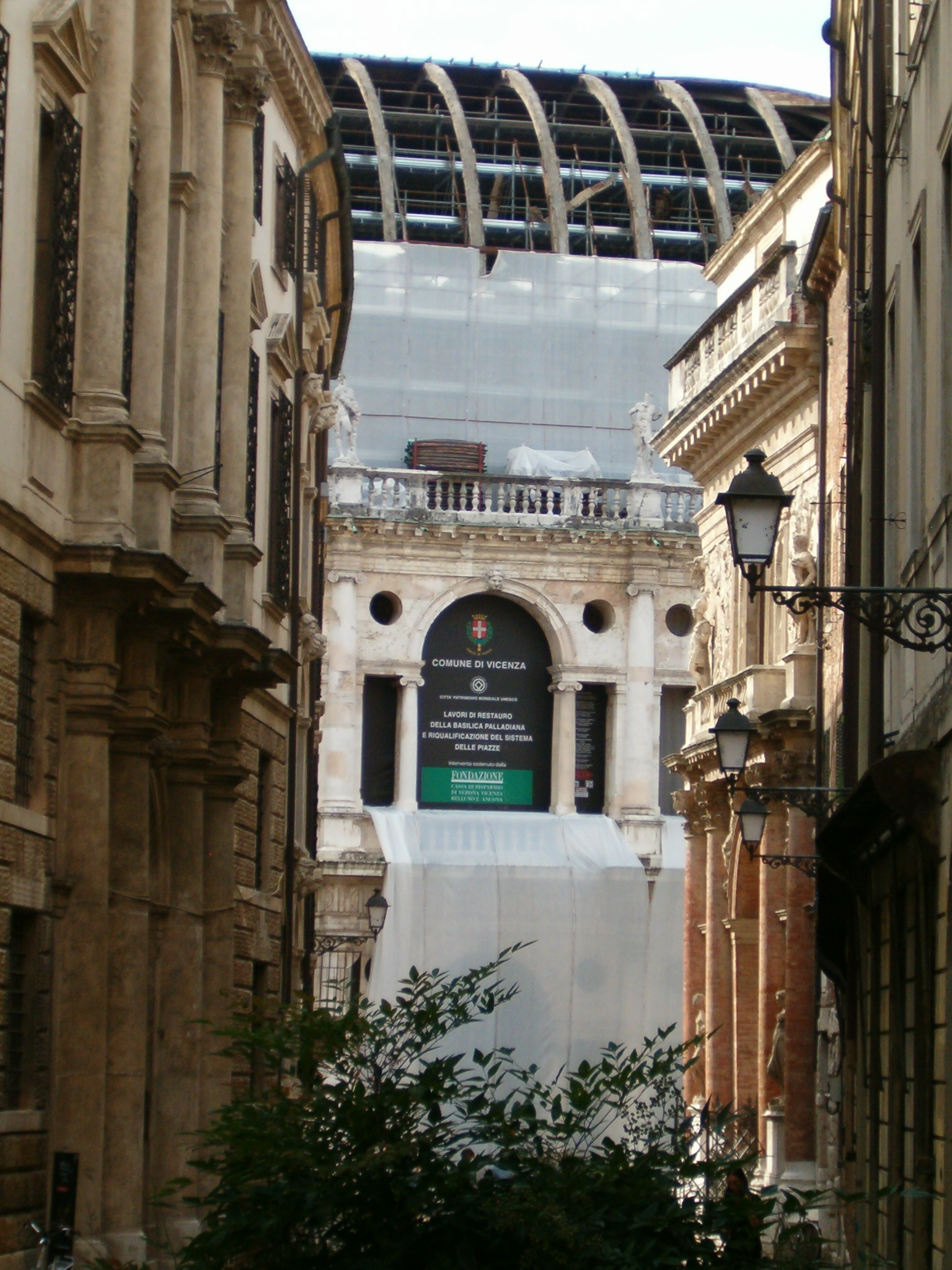
Vislumbre da reconstrução (Setembro de 2007).
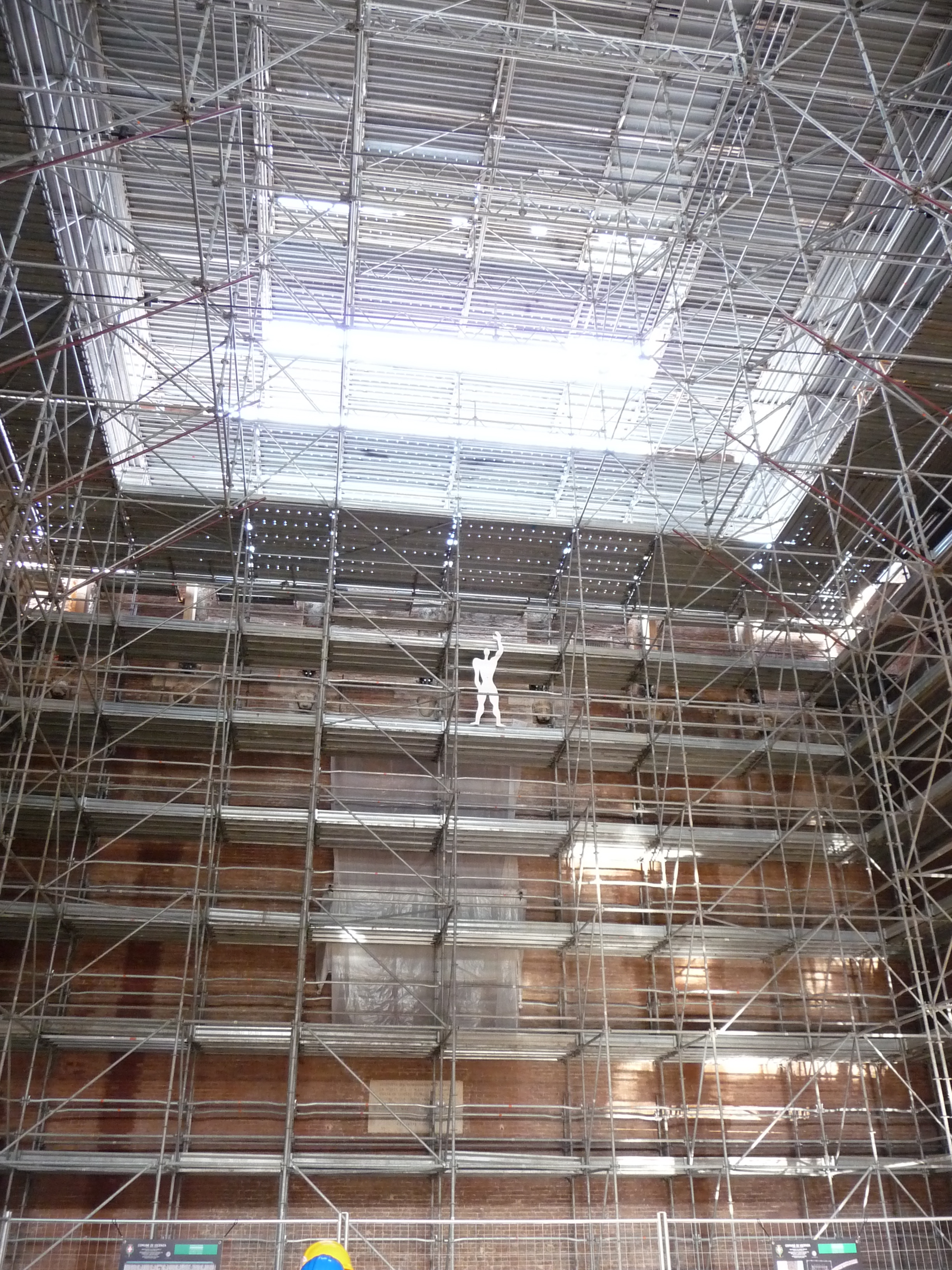
O salão superior da Basilica com os andaimes.
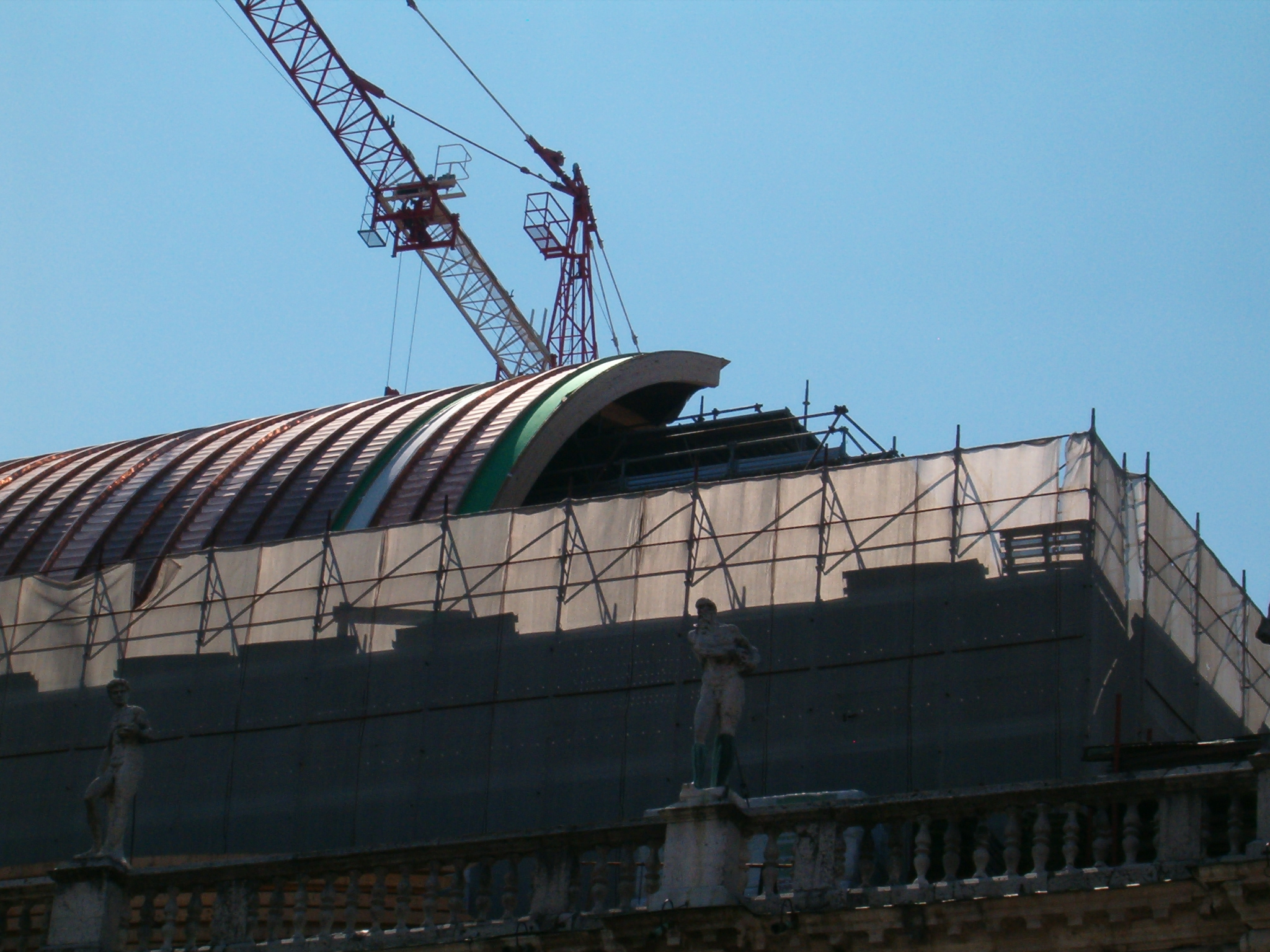
Remontagem dos arcos (Junho de 2008).
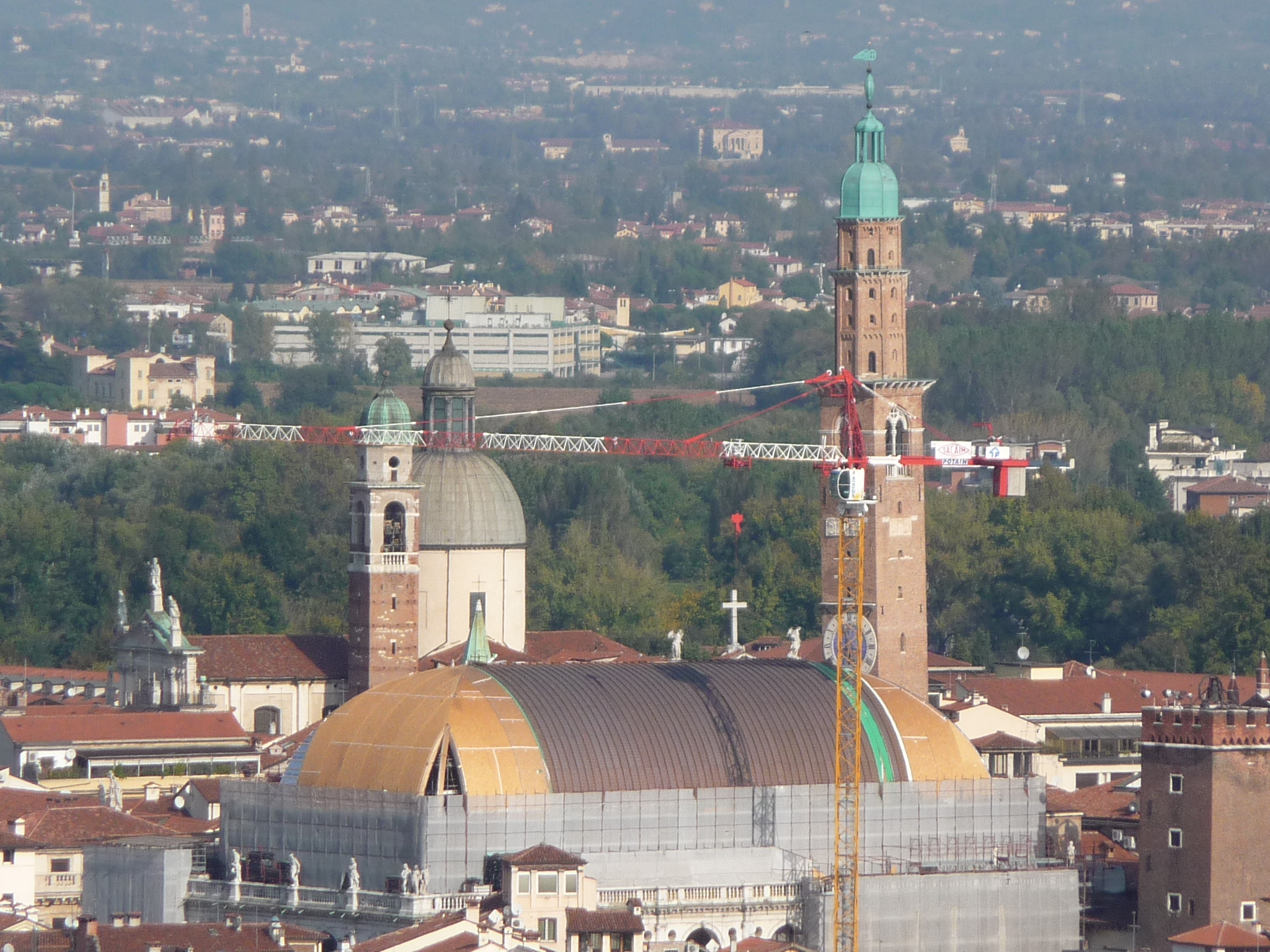
As traseiras do edifício vistas do Monte Berico (Setembro de 2008).
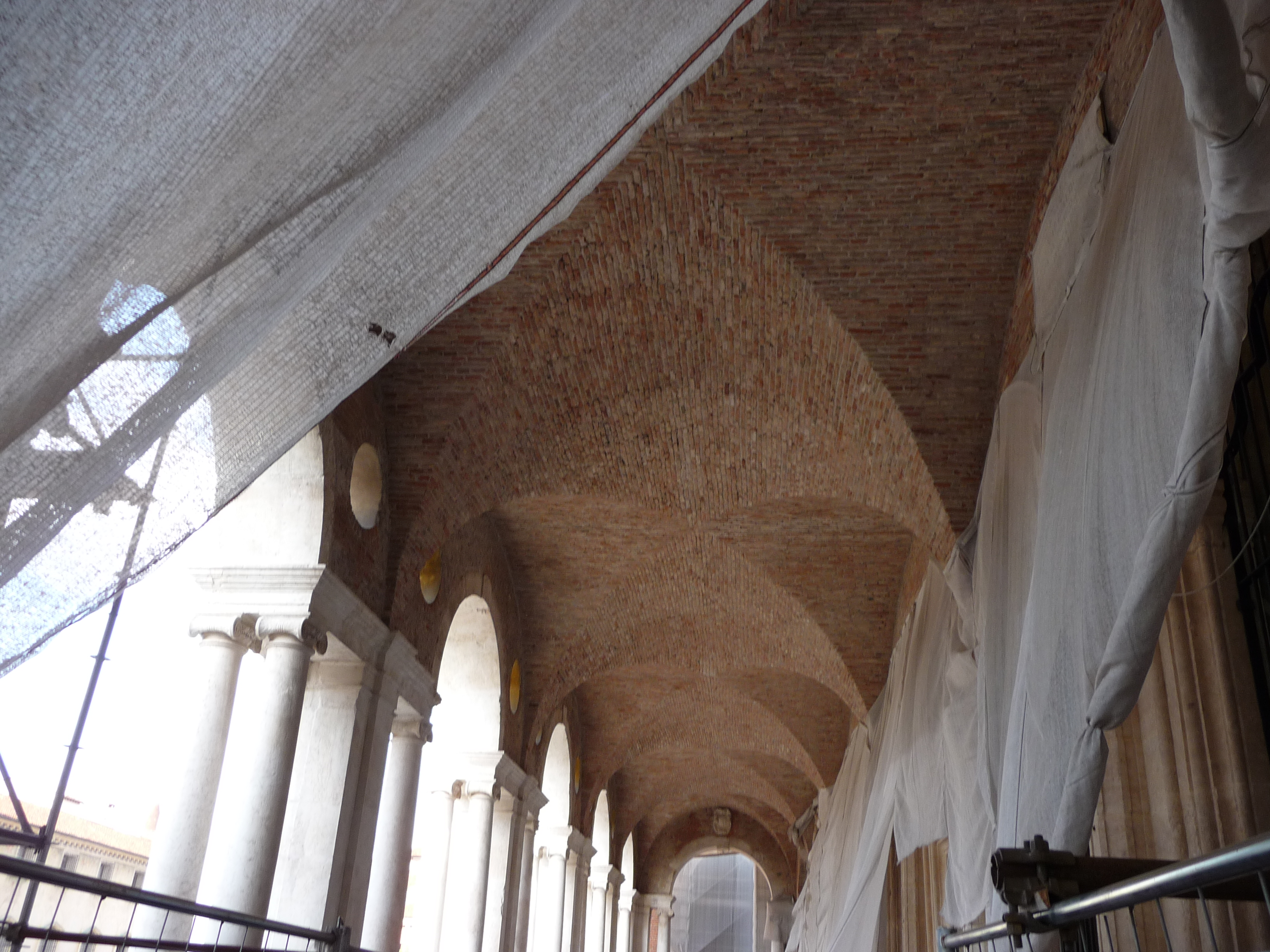
A abóbada da loggia superior acabada de restaurar (Setembro de 2008).
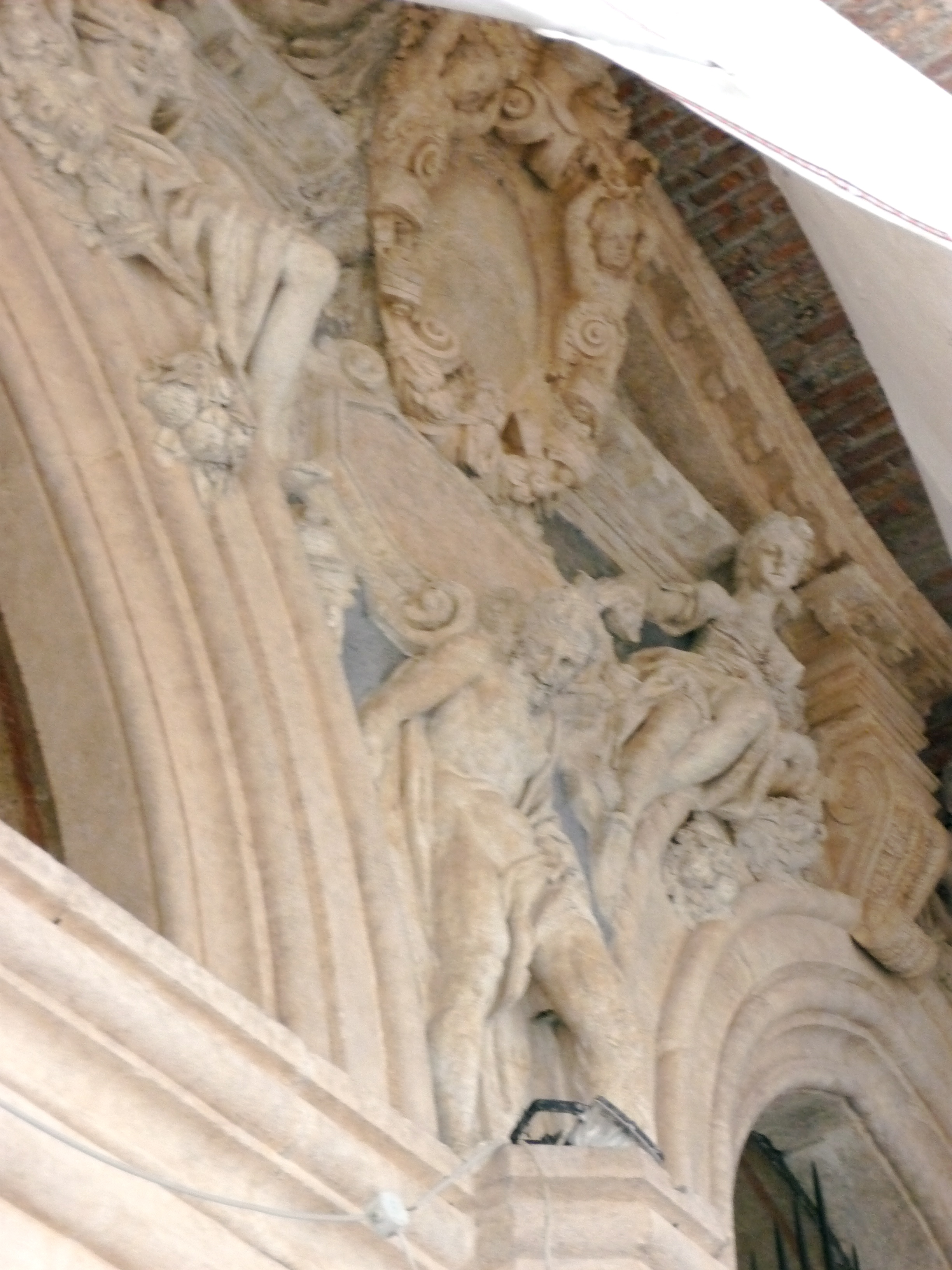
Baixo relevo com traços cromáticos acabado de restaurar (Setembro de 2008).
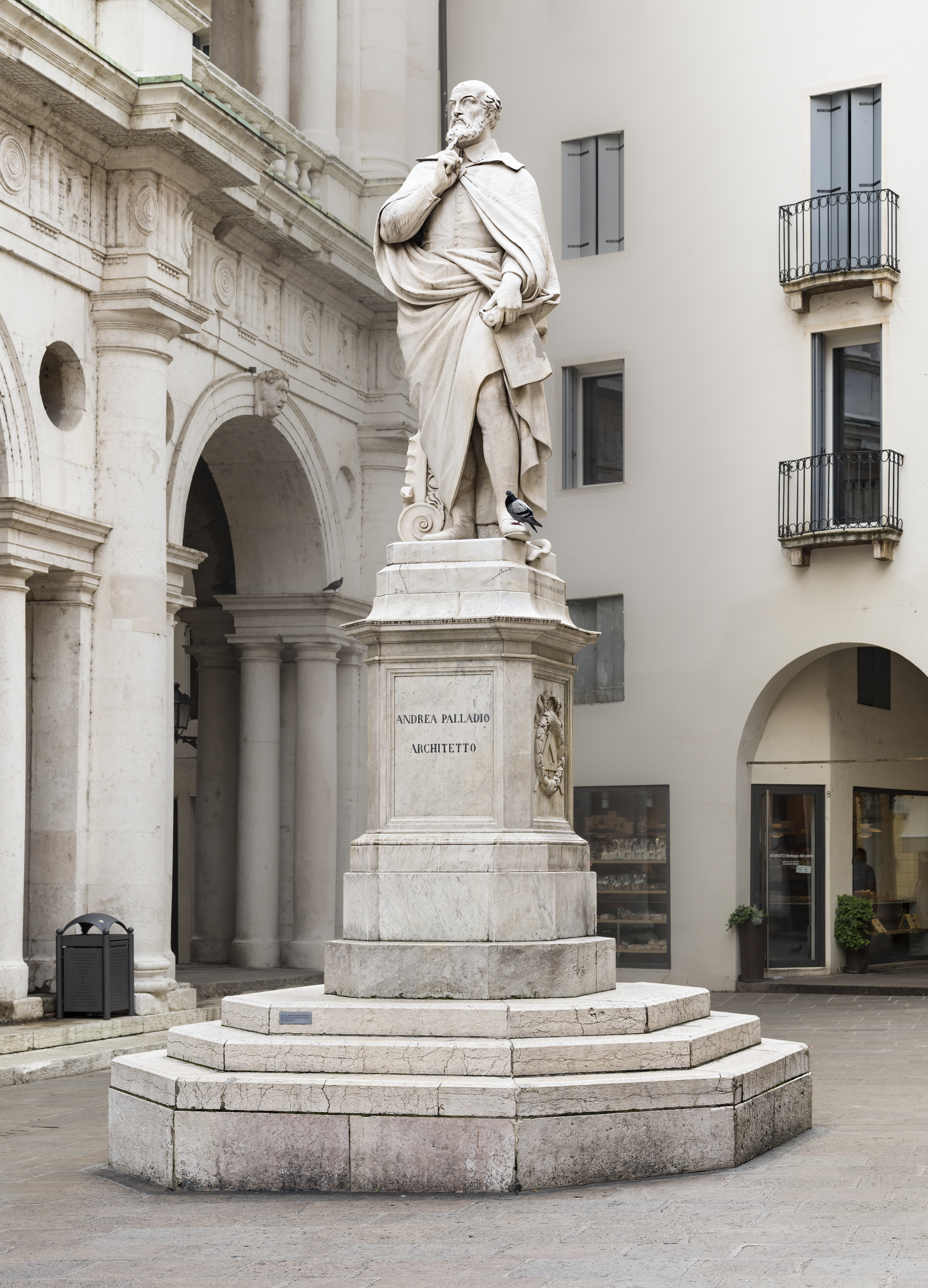
Monumento a Andrea Palladio com as loggias da Basilica em fundo.
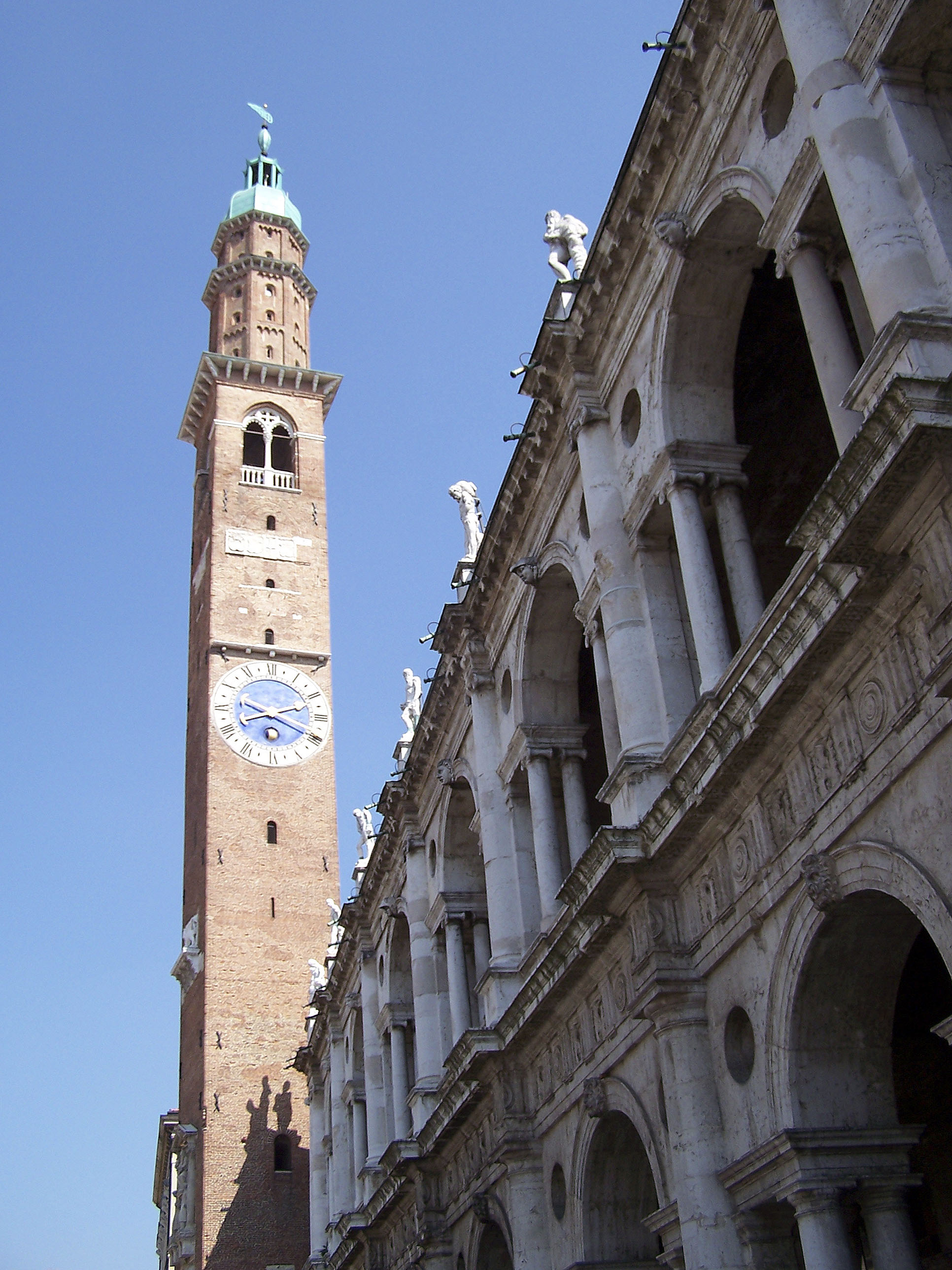
Vista parcial da fachada com a Torre Bissara.
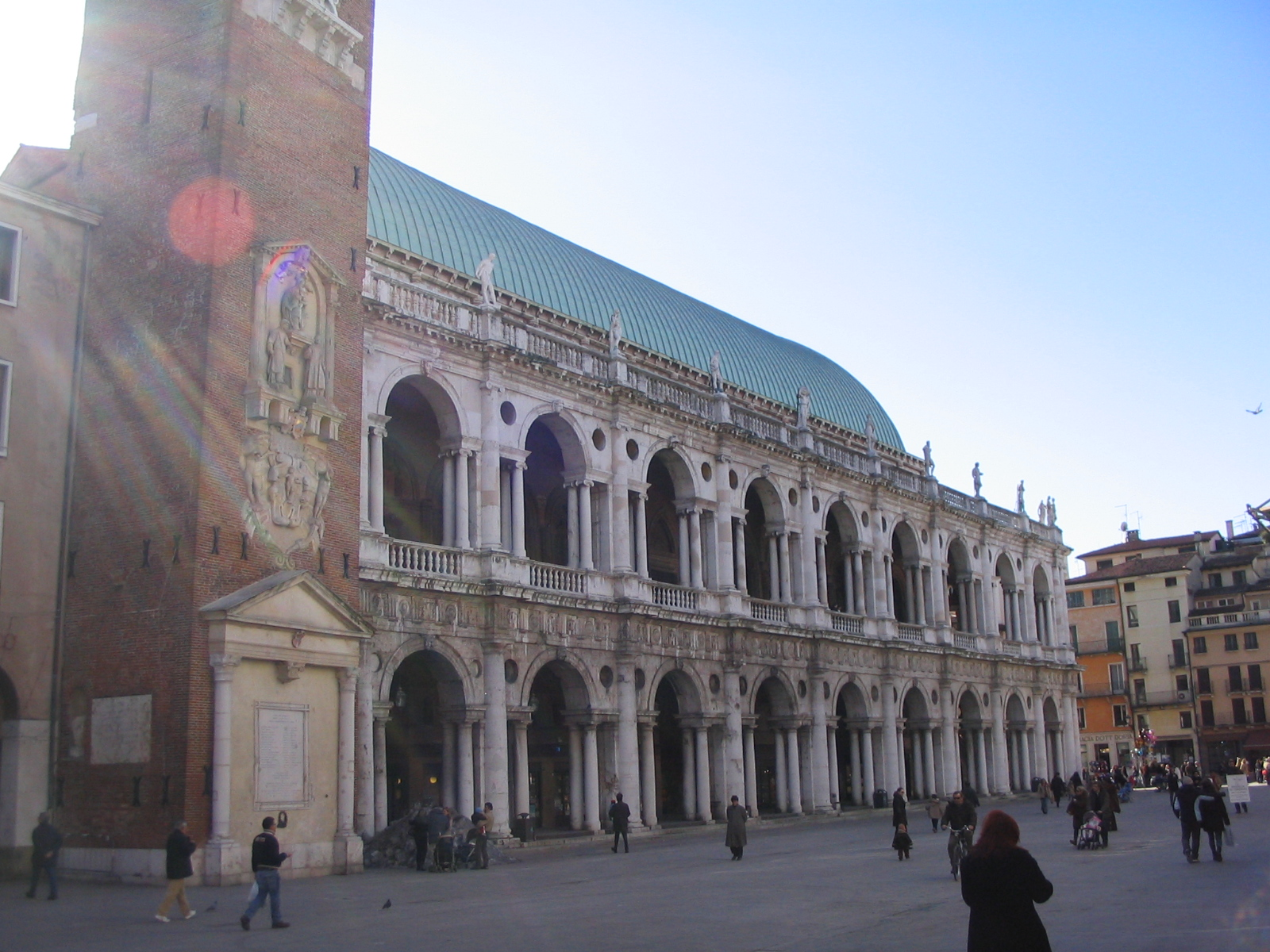
A fachada vista da Piazza dei Signori.
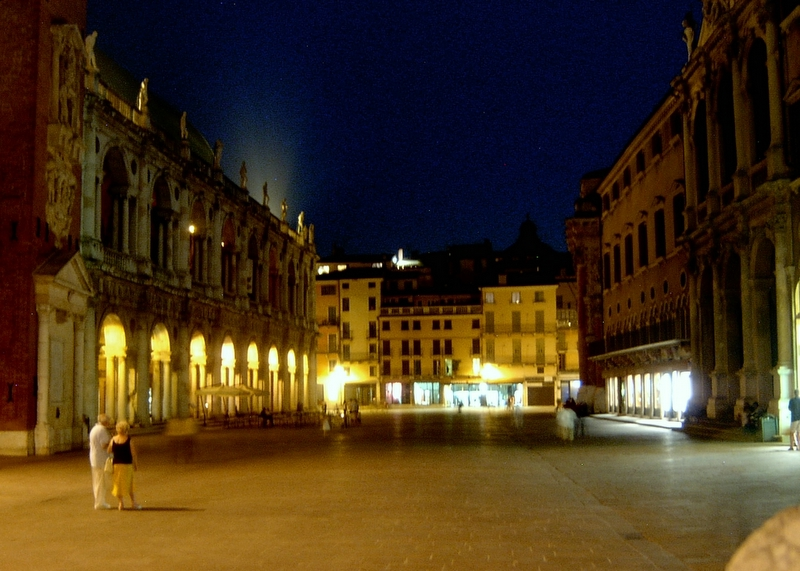
Vista da Basilica e da praça à noite.
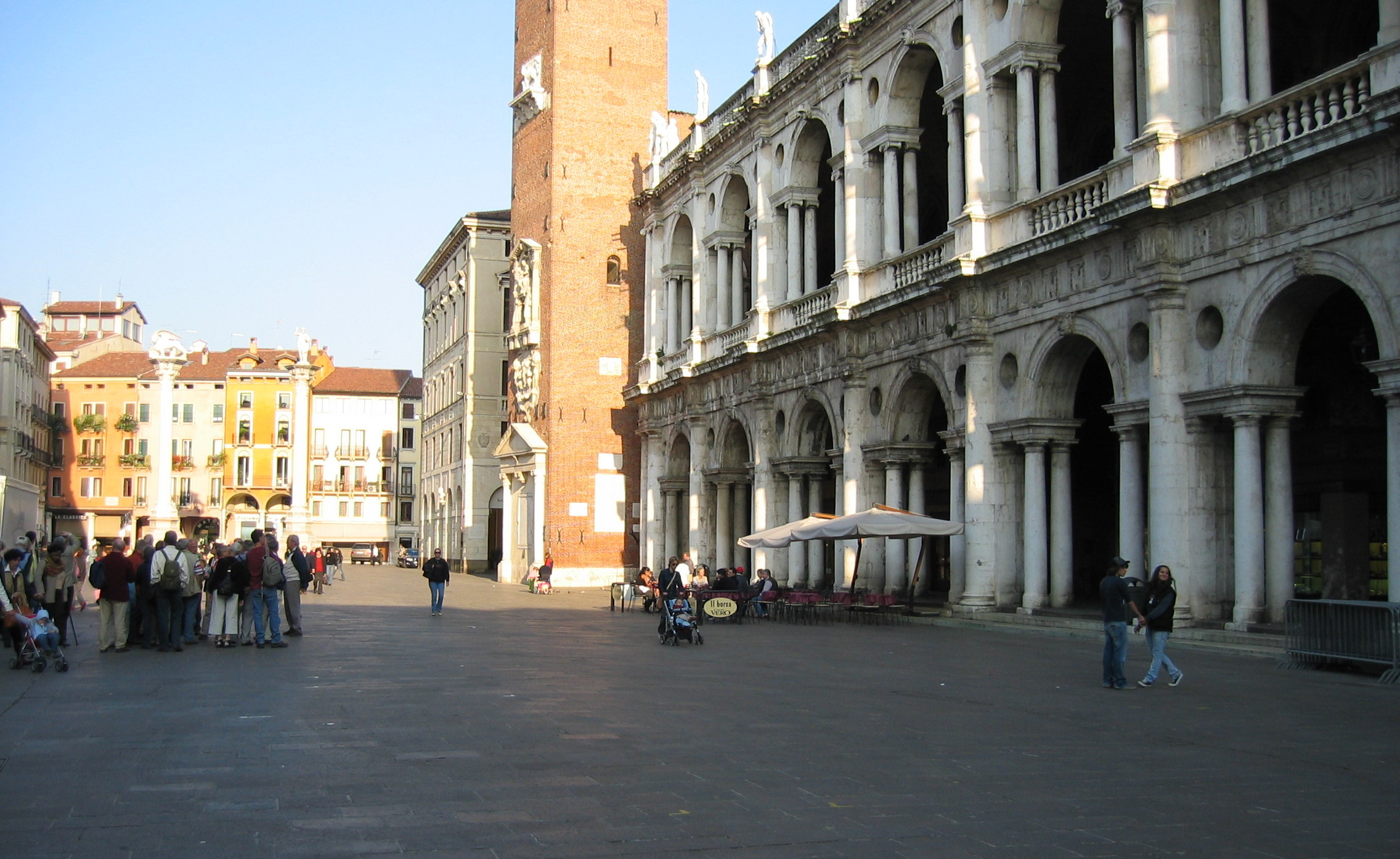
Vista parcial da fachada da Basilica e base da Torre Bissara.